# Jean-Paúl Bonnaire
Jean-Paul Bonnaire (Chaux, Francia; 3 de octubre de 1943-XV Distrito de París, Francia; 28 de marzo de 2013) fue un actor francés. Apareció en más de cien películas desde 1975 hasta 2013.

## Filmografía seleccionada
| Año  | Título                  | Papel   | Observaciones            |
| ---- | ----------------------- | ------- | ------------------------ |
| 1986 | Maine-Ocean Express     |         |                          |
| 1999 | Our Happy Lives         |         |                          |
| 2004 | Les Choristes           | Maxence |                          |
| 2005 | Joséphine, ange gardien | Sylvain | Serie de TV (1 episodio) |
| 2006 | Four Stars              |         |                          |
| 2007 | The Second Wind         | Theo    |                          |
| 2012 | Mobile Home             | Luc     |                          |